# Itajubá (ort)
Itajubá är en ort i Brasilien.   Den ligger i kommunen Itajubá och delstaten Minas Gerais, i den sydöstra delen av landet, 800 km söder om huvudstaden Brasília. Itajubá ligger 858 meter över havet och antalet invånare är 81 870.
Terrängen runt Itajubá är kuperad åt sydost, men åt nordväst är den platt. Itajubá är det största samhället i trakten.
Runt Itajubá är det i huvudsak tätbebyggt. Runt Itajubá är det tätbefolkat, med 411 invånare per kvadratkilometer.